# ソウルー
ソウルー（ビルマ語: စောလူး、1049年4月19日 - 1084年4月）は、パガン王朝の第2代の国王（在位：1077年4月11日 - 1084年4月）。史料にはシュリ・ヴァジュラー・パラナ・トリブパテイ（神聖な金剛杵の持ち主である三界の所有者）とも書かれる。初代国王アノーヤターの子。父の即位に伴い、ソウルーの名を称した。

## 生涯
乳兄弟であるモン族のヤマンカンを寵愛し、アノーヤター配下の有力者であるチャンシッターがモン族の王女キン・ウと密かに恋仲になったためにパガンから追放されると、ヤマンカンと共に彼を迫害した。即位後にチャンシッターをパガンに呼び戻し、アノーヤターの妃となっていたキン・ウを妻に迎えるが、チャンシッターがキン・ウと関係を取り戻すと、チャンシッターをヤンゴン近郊のダラに追放した。1084年にモン族が起こした反乱で落命したと考えられており、G.E.ハーヴェイはビルマ語の王統史の記述から、反乱の指導者をモン族の居住地を統治していたヤマンカンとしている。
在位中の建築事業として、シュウェソウルというパゴダをモンユワ（現在のザガイン管区に属する都市）とミンブ（現在のマグウェ管区に属する都市）に建立したことが知られている。

## 王統史での最期
ペグーの領主となっていたヤマンカンが反乱を起こした後、ソウルーはチャンシッターを再び呼び戻して反乱鎮圧への従軍を命じた。ソウルーは堅固に守りを固める敵陣を慎重に攻めるべきだというチャンシッターの忠言に耳を貸さず、沼地で守りを固めていたヤマンカンの軍に攻撃を行って大敗し、捕虜となった。ソウルーは敵陣に単身忍び込んだチャンシッターによって一度は救出されるが、迫害された恨みを持つチャンシッターより報復を受けることを恐れ、ヤマンカンの元に留まっていた方が安全だと考えて、大声を上げて敵兵に助けを求めた。憤慨したチャンシッターは彼を敵陣に置いて脱出し、残された彼は頼みにしていたヤマンカンによって処刑された。

## 宗室

### 妃
- キン・ウ

### 子
- ソウユン（第4代国王アラウンシードゥーの父）